# Friedrich Oswald Flade
Friedrich Oswald Flade (* 29. Dezember 1831 in Freiberg; † 1881 in Kamenz) war ein deutscher Lehrer und Autor.

## Leben und Wirken
Nach der Schul- und Lehrerausbildung wurde Flade 1854 Hilfslehrer in Dresden und wechselte noch im gleichen Jahr als Hilfslehrer an das Lehrerseminar Freiberg-Nossen. 1859 wurde er vierter und 1866 dritter Oberlehrer am Seminar in Dresden-Friedrichstadt. 1874 erfolgte seine Ernennung zum Bezirksschulinspektor für Kamenz.

## Publikationen (Auswahl)
- Musikalische Vorschule für Präparandenanstalten. Dresden, 1865.
- Das polyphone Clavierspiel als Vorbereitung auf das Orgelspiel. Eine Sammlung von 50 Etüden und polyphonen Tonstücken klassischer Meister zum Gebrauch in Lehrerseminaren und Musikschulen. 2 Hefte. Dresden, 1867.
- Elementar-Violinschule. Insbesondere für Lehrerseminare. Dresden, 1870.
- Chor-Solfeggien zum Gebrauch beim Unterricht in höhern Lehranstalten. 4 Hefte. Dresden, 1873.